# Wok

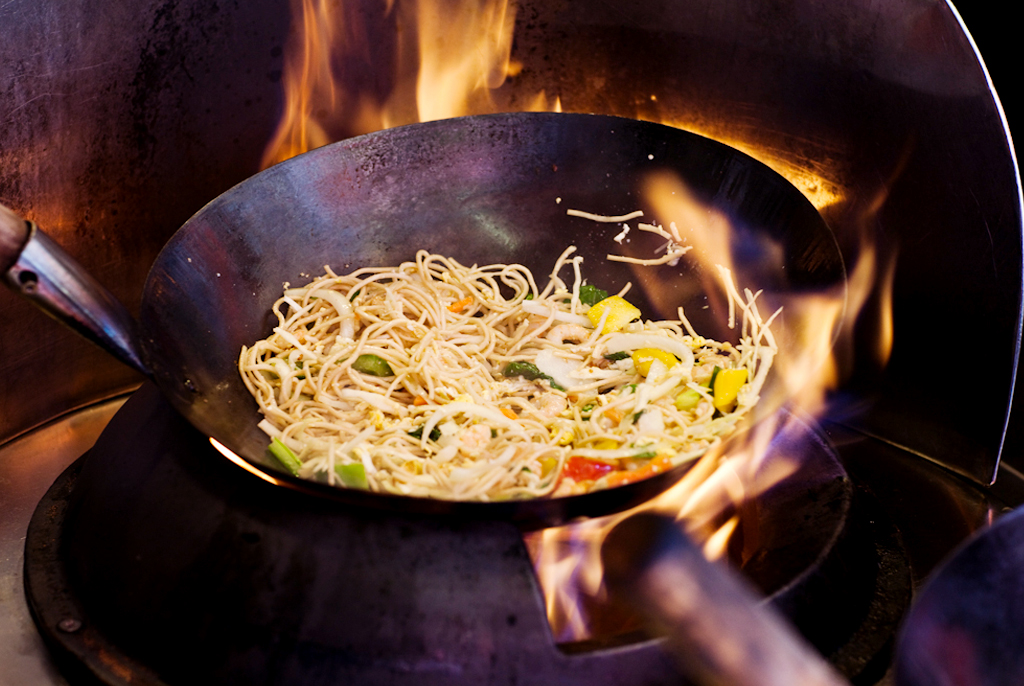
Un wok

Il wok (dal cinese cantonese: 鑊) è una sorta di tegame (o padella) usato nella cucina cinese, di forma semisferica, originariamente senza fondo piano, generalmente forgiato in ferro o in ghisa. È piuttosto pesante e consente di mantenere a lungo il calore, mentre la sua forma svasata permette di friggere in immersione pur utilizzando scarse dosi di olio.
Nella cucina cinese è utilizzato praticamente per qualsiasi tipo di cottura, dalla frittura alla cottura a vapore, dalla stufatura alla rosolatura veloce degli ingredienti oltre all'addensamento delle salse. Assai comoda la griglia incastrabile sul bordo della padella che permette di friggere e, nello stesso tempo, di tenere in caldo e sgocciolare i cibi già fritti. Esiste in varie dimensioni e solitamente presenta un diametro dai 30 agli 80 cm. Nei paesi occidentali è stato adattato alle particolari esigenze di cottura. Il fondo può essere concavo oppure piatto. Ne sono stati studiati dei modelli più leggeri e a volte rivestiti di teflon, di cui sono disponibili anche i coperchi, spesso di vetro pyrex per consentire un maggior controllo della cottura senza dover scoperchiare continuamente la pentola.
Questi materiali permettono anche una più facile pulizia e manutenzione, visto che l'originale non dovrebbe essere lavato bensì surriscaldato e pulito con uno straccio, avendo cura di ungerlo con dell'olio per proteggerlo da eventuale ruggine.

## Varianti regionali
In Giappone il wok è chiamato chūkanabe (lett. "pentola cinese"). In Malaysia è invece conosciuto come kuali ("piccolo wok") oppure kawah ("grande wok"). Come nelle Filippine, in cui è conosciuto come kawali, mentre il wok più grande, usato per feste e ricevimenti è chiamato kawa. In India esistono due tipi di wok: uno più tradizionale simile a quello cinese con un diametro ampio, è chiamato cheena chatti (lett. "pentola cinese" in malayalam e tamil), e uno leggermente più profondo con un diametro più stretto e dalla forma simile, conosciuto come karahi. In Indonesia è conosciuto come penggorengan oppure wajan (pronunciato anche wadjang, in lingua giavanese, dalla radice della parola waja che significa "ferro").